# 五行川
五行川（ごぎょうがわ）または勤行川（ごんぎょうがわ）は、関東平野北部を北から南へと流れる一級河川。利根川水系小貝川の支流である。

## 地理
栃木県さくら市の旧氏家町に源を発し南へ流れ、茨城県筑西市で小貝川へ合流する。

## 歴史
往古鬼怒川は栃木県さくら市の旧氏家町付近を流れていた。江戸時代、徳川家康の命で利根川の流れを付け替えた際、利根川を鬼怒川に迎え入れるにあたり、鬼怒川の流路も変えて現在の形になる。以降も鬼怒川の水が伏流水となって氏家町の各所に湧き出ており、これが五行川をはじめ、大沼川・冷子川・井沼川などの水源となった。現在の五行川は、江戸時代に鬼怒川からの開削により作られた下野最大の用水「市の堀用水」の支流用水を主な水源としている。

## 名称
仙台伊達藩が祖先の遺跡を調査した『延宝5年（1677年）処々見回覚書』には「観音寺の東に流れ申候。観音寺法華三昧の時、この川にて垢離仕り候ゆえ、勤行川と申候」とあり、勤行川とされ、別名として五行川をあげている。
『元禄7年（1694年）蒔田、野、国府田、上中山4ヶ村と落合村の水論に関する幕府評定所裁定絵図』には御行川・五行川とある。
現在でも茨城県内に入ると、勤行川と表記されることが多い。

## 流域の自治体
栃木県
さくら市、塩谷郡高根沢町、芳賀郡芳賀町、真岡市
茨城県筑西市

筑西市

## 支流
- 冷子川
- 井沼川
- 野元川
- 行屋川
- 江川

## 橋梁
栃木県
- 五行橋（国道293号）
- はなわ橋
- 烏山線
- 五行橋（栃木県道10号宇都宮那須烏山線）
- 太田橋
- 五行橋（栃木県道176号杉山石末線）
- 両郡橋（栃木県道64号宇都宮向田線）
- 名称不明
- 金井橋
- 五行橋（栃木県道69号宇都宮茂木線）
- 天神延生橋
- 奈賀橋
- 五行橋（栃木県道165号上根北長島線）
- 小太郎内橋
- 五行橋（国道123号）
- 前田橋
- 拝望橋
- 東漆原橋
- 若橋
- 御堂橋
- 両国橋
- 昭和橋
- 花の木橋（国道121号）
- 犬主内橋
- 田島大橋
- 三石橋
- 中郷橋
- 神明橋
- 五行川橋梁（真岡鐵道真岡線）
- 御橋（栃木県道61号真岡那須烏山線）
- なかよし学童橋
- あさひ橋
- 妹内橋
- 長瀬橋（茨城県道・栃木県道257号西小塙真岡線）
- 田町橋（茨城県道・栃木県道45号つくば真岡線）
- 三の宮橋
- 鷲宮橋（国道294号
- 湯前橋
- 北関東自動車道
- 横田橋
- 高畦橋（栃木県道187号物井寺内線）
- 五行さくら大橋
- 小城橋
- 車橋
- 石島大橋
- 大根田橋（栃木県道166号西田井二宮線）

茨城県
- 桂橋（茨城県道・栃木県道216号岩瀬二宮線）
- 天王橋
- 上野橋（こうづけばし）
- 蒔田橋（まくだばし）
- 上中山橋
- ふるさと勤行川橋
- 高島橋
- 中館さくら大橋（国道50号下館バイパス）
- 仙在橋
- 仙在大橋
- 新橋
- 大橋
- 勤行大橋（ごんぎょうおおはし）（茨城県道7号石岡筑西線）
- 中島橋（茨城県道7号石岡筑西線）
- 大和橋
- 水戸線
- 下岡橋
- 田谷堰橋
- 東榎生橋（ひがしよのうばし）